# Dunice
Dunice (Duits: Tunitz) is een Tsjechische gemeente in de regio Midden-Bohemen en maakt deel uit van het district Benešov. Het dorp ligt op 22 kilometer afstand van de stad Vlašim.
Dunice telt 67 inwoners (2024).

## Geografie
Dunice ligt aan de Blažejovickýbeek, een zijrivier van de rivier Želivka.

## Geschiedenis
De eerste schriftelijke vermelding van het dorp dateert van 1352.
In 1960 werd Dunice ingedeeld bij het district Benešov.

## Verkeer en vervoer

### Autowegen
Snelweg D1 loopt door het Dunice. Ook weg III/13027 verbindt het dorp, maar dan met Hořice enerzijds en Studený anderzijds.

### Spoorlijnen
Er is geen spoorlijn of station in (de buurt van) het dorp.

### Buslijnen
Er halteert één buslijn in het dorp: lijn 842 Vlašim - Dolní Kralovice (vervoerder: CŠAD Benešov).

### Fietsroute
Fietsroute 0084 Dolní Kralovice - Šetějovice - Hořice - Studený - Čechtice loopt door het dorp.

## Bezienswaardigheden
- Gedenklinde;
- Dorpskapel.

## Galerij

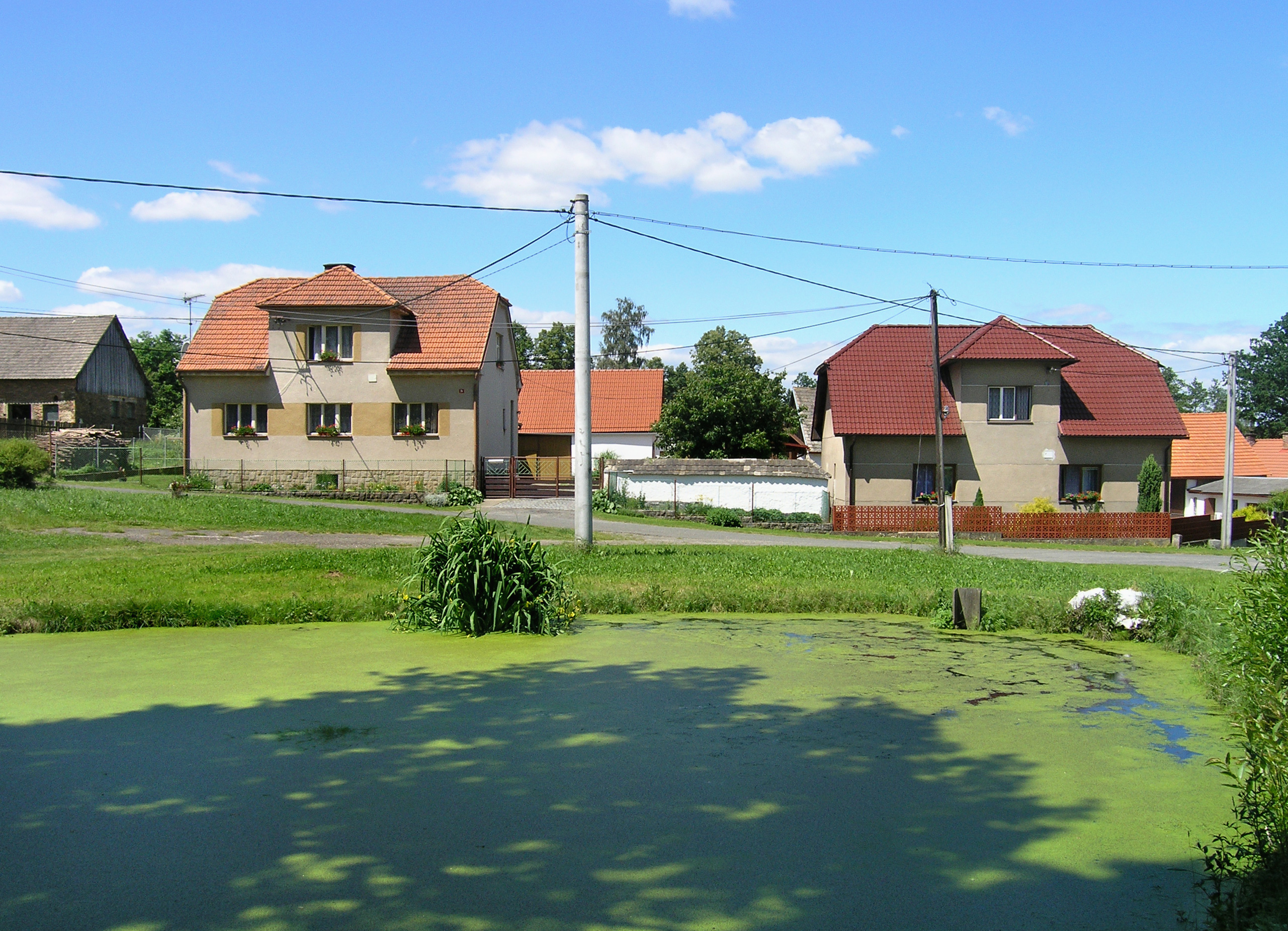
Huizen aan de oostzijde van het dorp (2010)
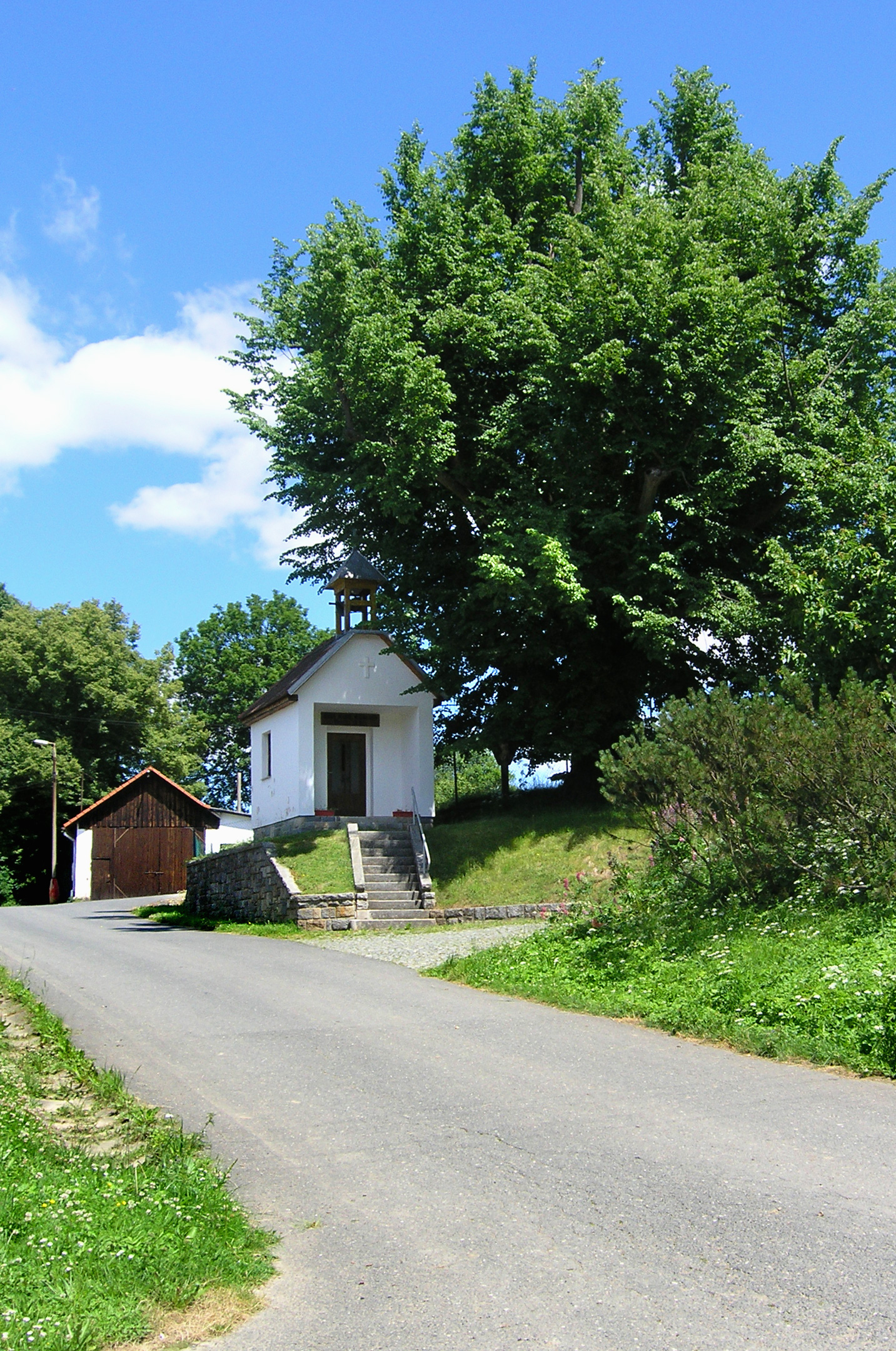
Kapel en gedenklinde (2010)
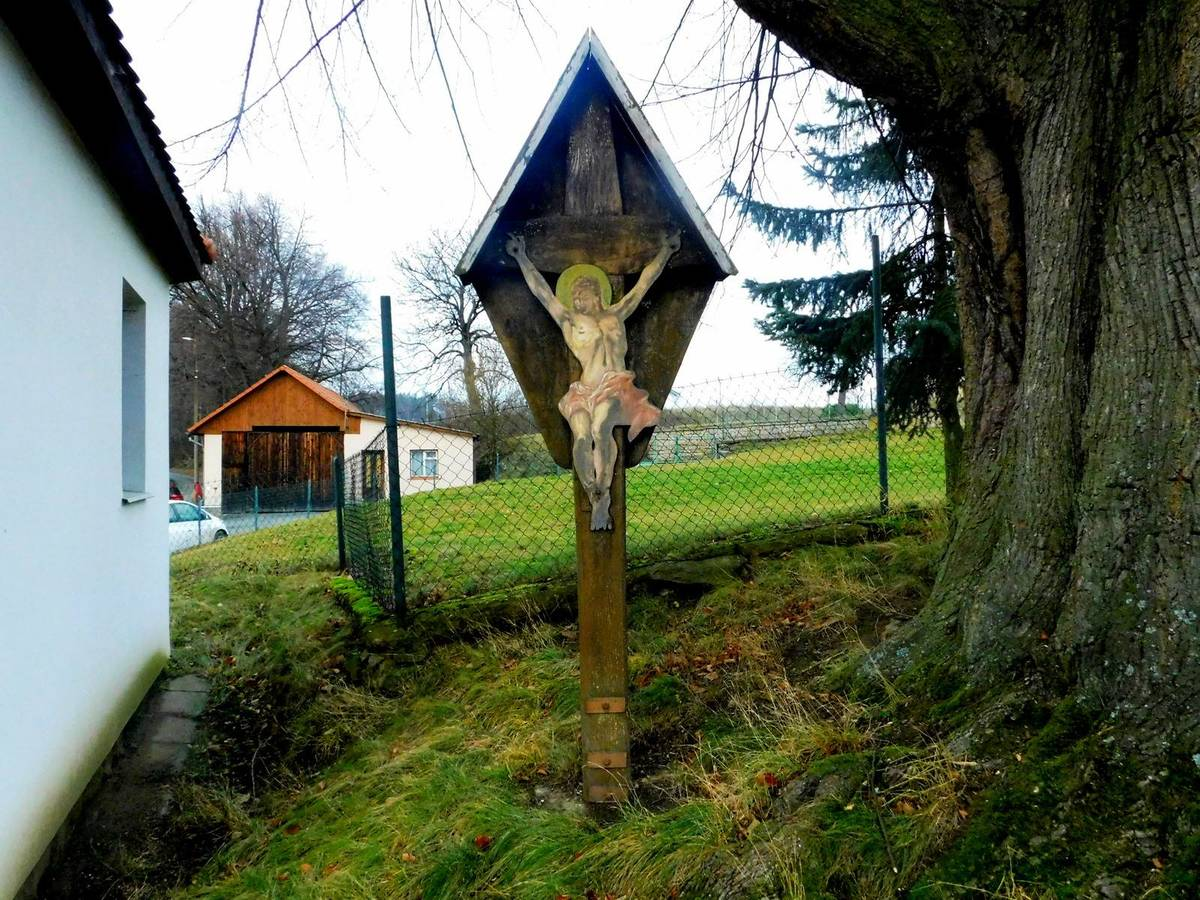
Kruis bij de kapel (2021)